# Église Notre-Dame du Bon Conseil (Wattrelos)
De Église Notre-Dame du Bon Conseil was een kerk in de Franse gemeente Wattrelos. De kerk stond in de wijk Beaulieu. Het was een eenbeukige kruiskerk in rode baksteen. De portaaltoren had geen torenspits.

## Geschiedenis
De gemeente Wattrelos kende in de 19de eeuw door de industrialisatie een sterke bevolkingsgroei. In de groeiende, toen nog landelijke, wijk Beaulieu werd in 1909 de Église Notre-Dame du Bon Conseil opgetrokken.
Tegen het eind van de 20ste eeuw ging wegens stabiliteitsproblemen de toestand van het gebouw achteruit en de kerk werd buiten gebruik genomen. Het bisdom kon het onderhoud niet financieren, ging tevergeefs op zoek naar een nieuwe bestemming of koper, en besloot dan om de kerk te slopen. De kerkklok "Marie-Angélique" werd in 2011 weggehaald en toevertrouwd aan de cultuurkring Saint-Marcel uit Beaulieu. Een glasraam werd ondergebracht in het parochiecentrum Saint-Pierre. In januari 2012 werd de kerk uiteindelijk gesloopt.